# Kostryživka
Kostryživka (in ucraino Кострижівка?) è un insediamento rurale ucraino (2 500 abitanti) nel distretto di Černivci, nell'oblast' di Černivci. Ospita l'amministrazione della comunità territoriale di Kostryživka, una delle comunità territoriali dell'Ucraina.
Fino al 18 luglio 2020 faceva parte del distretto di Zastavna, abolito come parte della riforma amministrativa dell'Ucraina, che ha ridotto a tre il numero dei distretti dell'oblast' di Černivci. L'area del distretto di Zastavna è stata fusa nel distretto di Černivci.
Fino al 26 gennaio 2024 Kostryživka era classificata come insediamento di tipo urbano. Da tale data è entrata in vigore una nuova legge che ha abolito questo status e Kostryživka è stata riclassificata come insediamento rurale.